# Cynorhodon

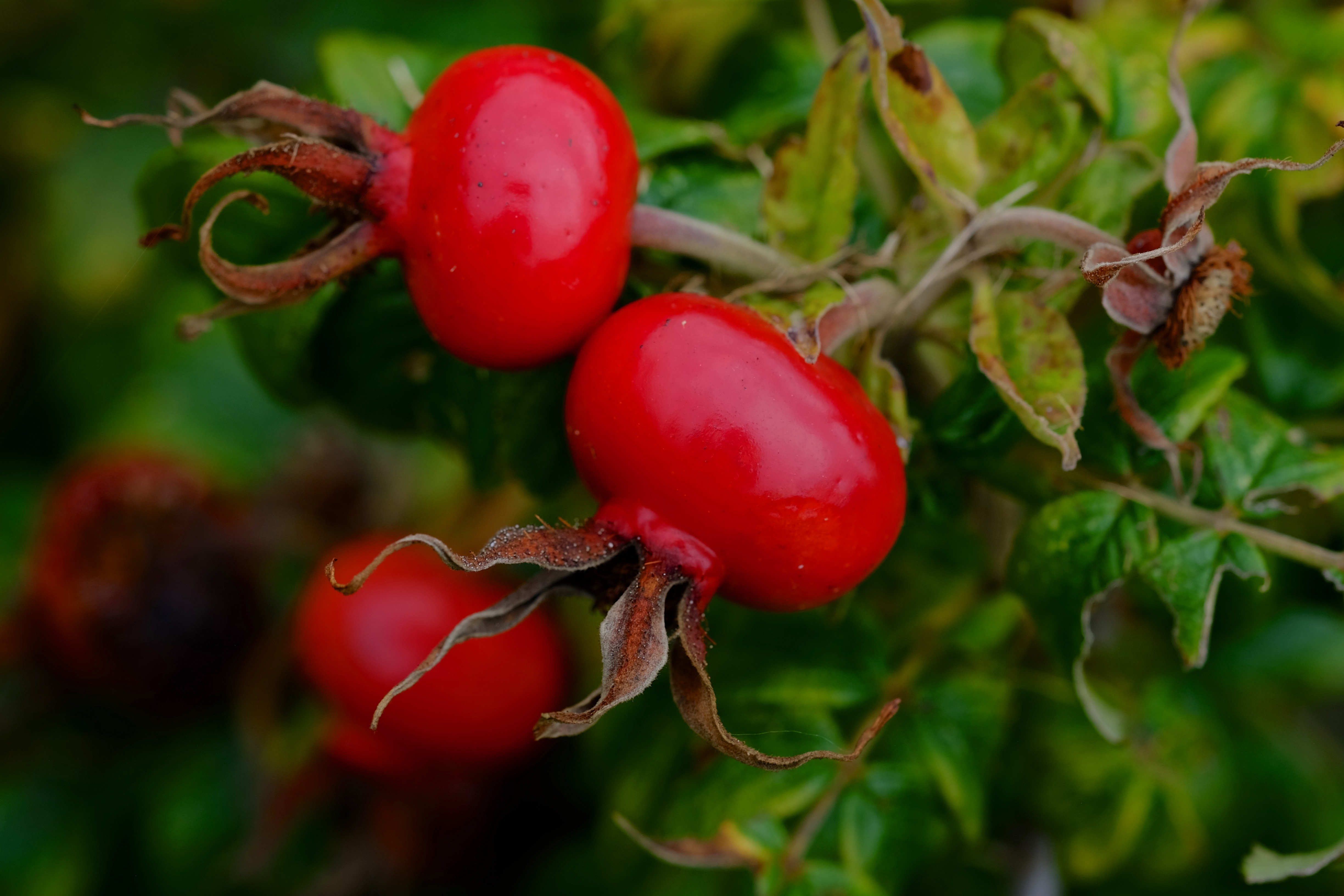
Faux-fruits du rosier (Cynorhodon).

Le cynorrhodon, cynorhodon ou églantine, est, sur le plan botanique, le faux-fruit  provenant de la transformation du conceptacle floral des plantes du genre Rosa (églantier ou rosier), appartenant à la famille des Rosacées. Les fruits proprement dits des rosiers sont en fait les akènes velus (2 mm de longueur sur 1 à 1,5 mm de  largeur) situés à l'intérieur et qui sont appelés improprement « graines ».

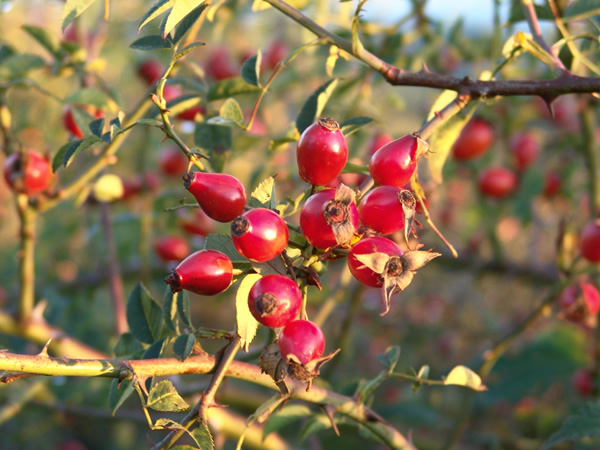
Cynorhodons d’un églantier.

Le cynorrhodon est appelé vulgairement « gratte-cul », car il fournit du poil à gratter. Il est parfois aussi appelé « gousson ».

## Étymologie
Le terme vient du grec, kunorhodon, qui signifie « rose de chien ». Cette appellation vient des propriétés attribuées à la racine de l'églantier (« rosier des chiens », dont la fleur (l'églantine) est aussi appelée rose canine, dog rose en anglais) pour lutter contre la rage.
Le Dictionnaire de l'Académie française retient la seule orthographe « cynorhodon », mais l'orthographe « cynorrhodon » est également admise.

## Description

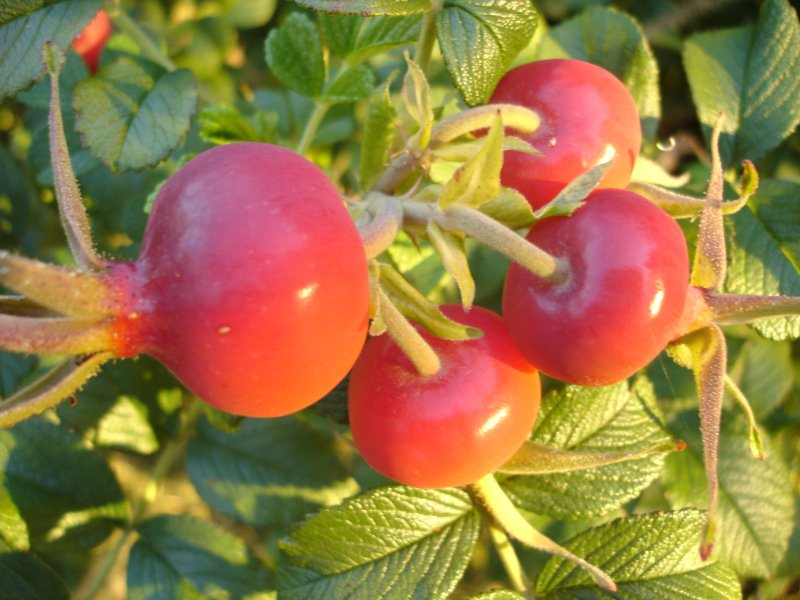
Faux-fruits du rosier.

Le cynorhodon est un faux-fruit charnu ovoïde allongé, plus ou moins globuleux selon les espèces et variétés, de 15 à 25 mm de long, de couleur rouge orangé à maturité. Il forme une espèce d’urne, ouverte au sommet, qui porte les restes desséchés des étamines et des sépales. Il contient à l’intérieur vingt à trente vrais fruits qui sont des akènes issus de la transformation des carpelles, contenant chacun une seule graine. Ces akènes, prolongés par le reste des styles et stigmates, sont munis de nombreux poils stériles.
Les cynorhodons arrivent à maturité en automne, vers octobre-novembre dans l'hémisphère nord, mais on peut en voir tout l'hiver dans les haies champêtres. Ils se consomment soit à maturité, soit mieux encore après les premières gelées, quand ils sont blets et que la pulpe est molle, astringente et acide.

## Utilisation
Les cynorhodons contiennent des akènes fibreux qui doivent être enlevés, car leurs poils sont très irritants pour la peau et les muqueuses (ils constituent le « poil à gratter »). Ils ne sont plus irritants au niveau de la muqueuse intestinale, mais ont un effet vermifuge. Le nom de gratte-cul fait référence au prurit anal souvent associé à l'infestation de l'intestin par des ascarides.
Selon Françoise et Grégoire Nicollier (1984) dans une étude ethnobotanique sur les usages traditionnels des plantes dans la vie quotidienne d'autrefois à Bagnes (Valais, Suisse), le cynorhodon était aussi utilisé en tisane.

### Composition nutritionnelle
Ils sont riches en vitamine C (20 fois plus que les oranges) s'ils sont consommés sans cuisson (la vitamine C est détruite au-dessus de 60 °C), mais aussi en vitamines B et PP, en provitamine A et en sels minéraux, et ils contiennent des sucres : saccharose et lévulose.

### Utilisation alimentaire

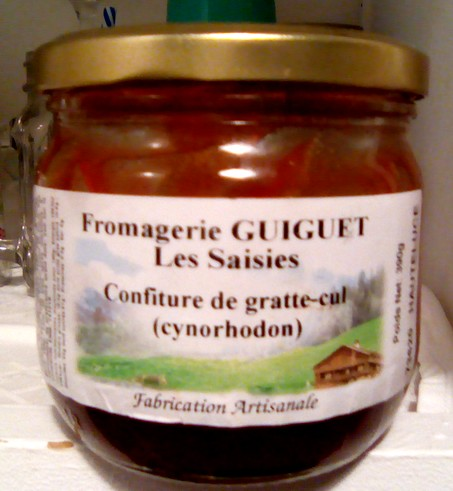
Confiture de cynorrhodon (France).

Le fruit de l'églantier (cynorhodon séché ou frais) s'utilise surtout cuit en confitures maison et artisanales (la confiture de cynorhodons ou confiture d'églantine), en gelées, marmelade et ketchup, en sirops et liqueurs, seules ou mélangées à divers autres fruits.
Frais et récoltés tardivement (voire ramollis par les gelées), après une légère cuisson les cynorhodons forment une pâte qui se mange sucrée avec des laitages, procurant à l'organisme un apport nutritif important sous une forme rapidement assimilable, et légèrement diurétique. Séchés et réduits en poudre, ils peuvent servir à faire des décoctions et tisanes. On peut aussi en faire de la bière, du vin.
En pressant un cynorhodon bien mou (bien mûr) en le plaçant entre 3 ou 4 doigts, on peut en faire sortir une pulpe rouge et sucrée, tout en laissant les poils et les fruits à l'intérieur.

#### Usages locaux

##### Chez les Premières Nations
De nombreuses Premières nations d'Amérique du Nord consommaient les cynorhodons, généralement bouillis en soupe, mélangés avec de la graisse animale ou infusés en décoction. Ils étaient particulièrement utiles en période de disette, car en partie disponible sur les buissons tout l'hiver. Les Pieds-Noirs (Blackfoot) les consommaient broyés et mélangés à de la graisse, avant de les faire frire dans une sorte de poêle. Occasionnellement, les cynorhodons étaient utilisés pour faire du pemmican.
Certaines communautés les utilisaient également pour leurs vertus médicinales.
Le peuple des Iñupiat de l'Alaska en faisaient une sorte de pudding (en mélangeant la pulpe écrasée avec de l'huile de phoque et de l'eau) ou ajoutaient les baies à un plat composé de queues de saumon pré-mastiquées et séchées.
Les Tanainas en faisaient une sorte de crème glacée (mélangée à de la graisse ou des œufs de poisson).
Des pêcheurs du Grand lac des esclaves utilisaient les fruits pour confectionner une sorte de bière.

##### Quelques variantes actuelles
- En Allemagne, le fruit séché réduit en farine est à la base d'une infusion nommée Hagebuttentee[11].
- En Arménie, on boit le jus du cynorhodon[réf. nécessaire].
- En France, notamment en Aveyron, le fruit de l’églantier, très présent sur les causses, est ramassé à maturité après les gelées pour confectionner une confiture, dénommée « confiture de quina »  à Millau ou « confiture de gratte-cul » dans les villages du causse Noir.
- Aux Pays-Bas, la confiture de cynorhodons (rozenbotteljam[12]) et d'autres produits à base de cynorhodons peuvent se trouver dans les supermarchés.
- En Suède, les cynorhodons sont à la base du nyponsoppa[13], littéralement soupe de cynorhodon, qui est servie en dessert ou en entrée[14].
- En Tchétchénie, on prépare du thé au cynorhodon.

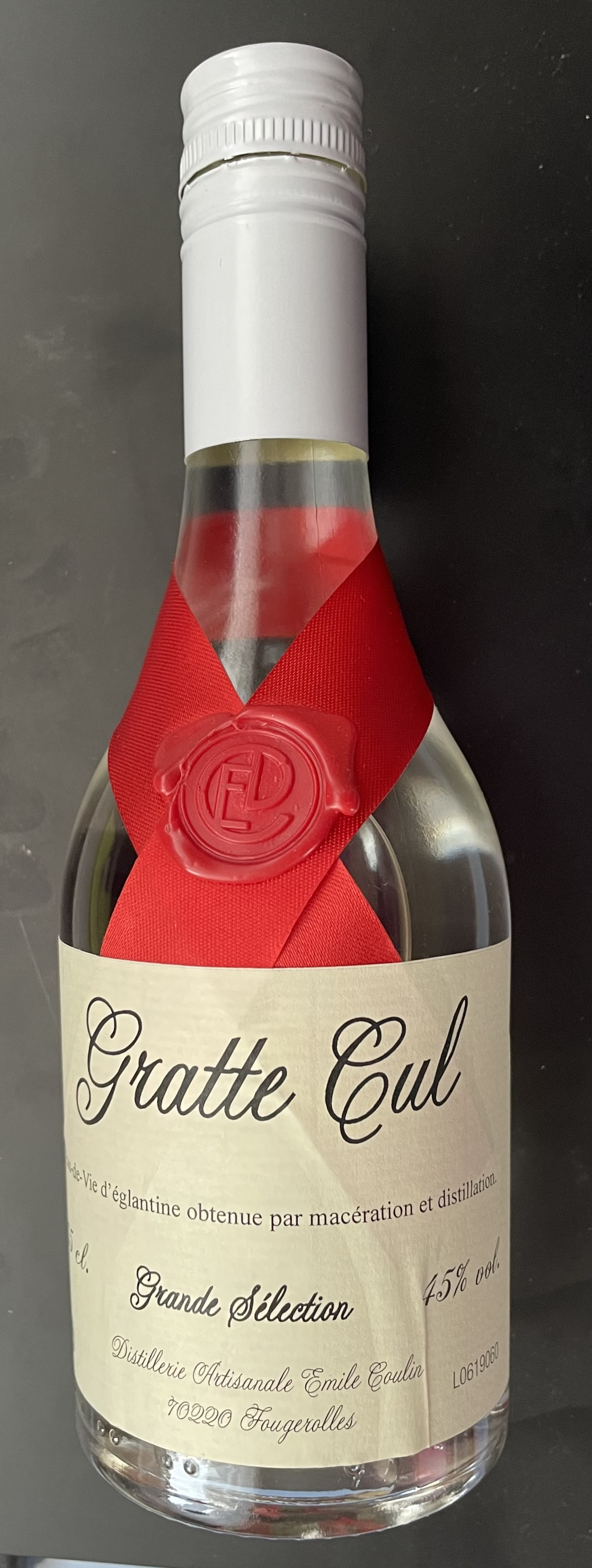
Eau-de vie de gratte-cul.

- Dans l'Est de la France, le cynorhodon est distillé pour produire une eau-de-vie vendue sous le nom de gratte-cul[15], alors que dans l'Ouest, le jus du cynorhodon vient parfumer des apéritifs à base de vin, toujours sous le nom de gratte-cul[16].

### Utilisation médicinale
En médecine populaire, les cynorhodons sont employés notamment contre les diarrhées, l'avitaminose et l'asthénie. On les utilise soit en décoction, soit sous forme de vin ou d'élixir — macération dans de l'alcool avec adjonction de sucre.
Les herboristes utilisent les poils de cynorhodons, administrés à jeun enrobés dans du miel, pour éliminer les ascaris.

### Utilisation cosmétique de l'huile d'églantier
Utilisée par les Égyptiens, Mayas et Amérindiens pour ses propriétés curatives, l’huile d’églantier regorge de propriétés. Revitalisante, cicatrisante, régénérante, riche en antioxydants. Elle est indiquée pour le soin des peaux sèches et sensibles aux eaux chlorées, ainsi que pour la régénération des peaux endommagées par le soleil.

#### Propriétés anti-âge
- Grâce aux antioxydants présents, et à la capacité de l’huile à pénétrer dans les couches profondes de la peau ;
- Les vitamines A et C de l'huile stimulent la production de collagène.

#### Prévention des taches de vieillesse
- Les antioxydants combattent les radicaux libres qui causent les dommages du soleil ;
- La vitamine A, associée aux acides gras essentiels de l’huile, améliore le teint, la texture et la pigmentation de la peau.

#### Traitement de l’eczéma et des cicatrices d’acné
- Les acides gras essentiels présents peuvent aider à réduire l’effet de l’eczéma et à réduire les cicatrices en favorisant la régénération de la peau.

#### Aide à l’hydratation
- Grâce à ses propriétés naturelles et à la vitamine A, l’huile favorise l’hydratation de la peau ;
- Étant une huile sèche, elle est absorbée rapidement par la peau permettant ainsi de l’hydrater en profondeur et de calmer les démangeaisons des peaux sèches .

#### Soin des cheveux
- L’huile d’églantier peut être utilisée sur les cheveux. Elle les rend plus solides et élimine les pointes fourchues et les pellicules.

### Articles liés
- Glossaire de botanique
- Rosier
- Faux-fruit